# Софиевка (Оренбургская область)
Софиевка — село в Пономарёвском районе Оренбургской области. Административный центр и единственный населенный пункт Софиевского сельсовета.

## География
Село находится на двух реках- Тятер и Янцып. Расстояние до трассы P-239 Оренбург-Казань-Акбулак составляет 11 километров.

## Объекты социальной сферы
В селе есть амбулатория, средняя школа, детский сад, сельский клуб, почта, банк и несколько магазинов. Село газифицировано. 

## Население
| 2010  | 2012  | 2013  | 2014  | 2015  | 2016  | 2017  |
| ----- | ----- | ----- | ----- | ----- | ----- | ----- |
| 1597  | ↘1556 | ↗1558 | ↘1547 | ↘1535 | ↘1514 | ↘1489 |
| 2018  | 2019  | 2020  | 2021  |       |       |       |
| ↘1486 | ↘1451 | ↘1440 | ↘1431 |       |       |       |

## История
В 1807 году на берегу реки Тятер поселилось 80 крестьянких семей из Липецкого уезда Тамбовской губернии во главе с садчиком Антоном Бледных и 46 семей из Козловского уезда Тамбовской губернии во главе с Фёдором Панфёровым, образовав село Тятерку, которое впоследствии стало называться Софиевкой. Во второй половине XIX века открыта церковно-приходская школа. В 1868 году были открыты 2 земские школы. В конце 19-20 веков Софиевка стала крупным волостным центром. В 1928 году Софиевский район был упразднен, а территория была передана в Пономаревский и Шарлыкский районы. В 1930 году был образован колхоз "Новый Мир". В 1933 году была создана школа колхозной молодёжи. После войны в период 1970-80х село активно благоустраивали. Была проведена электрификация и газификация села, были введены в эксплуатацию новые здания школы, клуба, администрации, была открыта участковая больница. В 2004 году ликвидировали местный колхоз, на его месте были созданы фермерские хозяйства. В 2011 упразднили участковую лечебницу, реорганизовав учреждение в амбулаторию.       

## Известные уроженцы
- Родом из Софиевки происходят Герои Советского Союза А. В. Никонов[13] и А. В. Макеев, полный кавалер ордена Славы М. И. Перепелов[14], комиссар партизанской бригады «Разгром» Семён Акимович Соболев, Герой Социалистического Труда С. А. Явнов.